# لیز مارک
لیز مارک (به انگلیسی: Lize Marke) با نام اصلی لیلیان کوک (زاده ۱ دسمبر ۱۹۳۶) خواننده بلژیکی است.
او نماینده بلژیک در یوروویژن ۱۹۶۵ بود.